# World Ports Classic 2012
De World Ports Classic 2012 was de eerste editie van deze tweedaagse wielerwedstrijd die werd verreden tussen de Nederlandse havenstad Rotterdam en de Belgische havenstad Antwerpen. De eerste dag werd er van Rotterdam naar Antwerpen gereden, de volgende dag andersom. De wedstrijd maakt deel uit van de UCI Europe Tour 2012.

## Deelnemende ploegen
| WorldTour                                                                         | WorldTour                                                               | Professioneel continentaal                                                                     | Professioneel continentaal                                                   | Continentaal                       |
| --------------------------------------------------------------------------------- | ----------------------------------------------------------------------- | ---------------------------------------------------------------------------------------------- | ---------------------------------------------------------------------------- | ---------------------------------- |
| BMC Racing Team Team Garmin-Sharp Vacansoleil-DCM Rabobank Saxo Bank-Tinkoff Bank | Lotto-Belisol Omega Pharma-Quickstep Liquigas-Cannondale Team Katjoesja | Topsport Vlaanderen-Mercator Landbouwkrediet-Euphony Accent.Jobs-Willems Veranda's Team NetApp | Bretagne-Schuller Argos-Shimano Spidertech Powered by C10 Team Type 1-Sanofi | Wallonie Bruxelles-Crédit Agricole |

## Etappe-overzicht
| Etappe    | Datum       | Start     | Finish    | Afstand  | Winnaar    | Ploeg                  | Leider     |
| --------- | ----------- | --------- | --------- | -------- | ---------- | ---------------------- | ---------- |
| 1e etappe | 31 augustus | Rotterdam | Antwerpen | 201 km   | Tom Boonen | Omega Pharma-Quickstep | Tom Boonen |
| 2e etappe | 1 september | Antwerpen | Rotterdam | 161,5 km | Theo Bos   | Rabobank               | Tom Boonen |

## Etappe-uitslagen

### 1e etappe
| Rotterdam - Antwerpen (201 km) |                     |                              |          |
| Plaats                         | Naam                | Ploeg                        | Tijd     |
| Winnaar                        | Tom Boonen          | Omega Pharma-Quickstep       | 3u56'57" |
| 2                              | André Greipel       | Lotto-Belisol                | z.t.     |
| 3                              | Alexander Kristoff  | Team Katjoesja               | z.t.     |
| 4                              | Blaž Jarc           | Team NetApp                  | z.t.     |
| 5                              | Mark Renshaw        | Rabobank                     | z.t.     |
| 6                              | Steele Von Hoff     | Team Garmin-Sharp            | z.t.     |
| 7                              | Jonathan Cantwell   | Saxo Bank-Tinkoff Bank       | z.t.     |
| 8                              | Michael Van Staeyen | Topsport Vlaanderen-Mercator | z.t.     |
| 9                              | Guillaume Boivin    | Spidertech Powered by C10    | z.t.     |
| 10                             | Daniel Schorn       | Team NetApp                  | z.t.     |

### 2e etappe
| Antwerpen - Rotterdam (161,5 km) |                    |                               |          |
| Plaats                           | Naam               | Ploeg                         | Tijd     |
| Winnaar                          | Theo Bos           | Rabobank                      | 3u30'06" |
| 2                                | André Greipel      | Lotto-Belisol                 | z.t.     |
| 3                                | Tom Boonen         | Omega Pharma-Quickstep        | z.t.     |
| 4                                | Alexander Kristoff | Team Katjoesja                | z.t.     |
| 5                                | Adam Blythe        | BMC Racing Team               | z.t.     |
| 6                                | Stefan van Dijk    | Accent.Jobs-Willems Veranda's | z.t.     |
| 7                                | Alessandro Bazzana | Team Type 1-Sanofi            | z.t.     |
| 8                                | Kenny van Hummel   | Vacansoleil-DCM               | z.t.     |
| 9                                | Marco Benfatto     | Liquigas-Cannondale           | z.t.     |
| 10                               | Adrien Petit       | Cofidis, le crédit en ligne   | z.t.     |

## Eindklassement
| Plaats  | Naam               | Ploeg                         | Tijd     |
| ------- | ------------------ | ----------------------------- | -------- |
| Winnaar | Tom Boonen         | Omega Pharma-Quickstep        | 7u26'47" |
| 2       | André Greipel      | Lotto-Belisol                 | +1"      |
| 3       | Alexander Kristoff | Team Katjoesja                | +11"     |
| 4       | Tom Veelers        | Argos-Shimano                 | +13"     |
| 5       | Mark Renshaw       | Rabobank                      | +14"     |
| 6       | Stefan van Dijk    | Accent.Jobs-Willems Veranda's | z.t.     |
| 7       | Alessandro Bazzana | Team Type 1-Sanofi            | z.t.     |
| 8       | Kenny van Hummel   | Vacansoleil-DCM               | z.t.     |
| 9       | Marco Benfatto     | Liquigas-Cannondale           | z.t.     |
| 10      | Adrien Petit       | Cofidis, le crédit en ligne   | z.t.     |